# クレムソン (サウスカロライナ州)

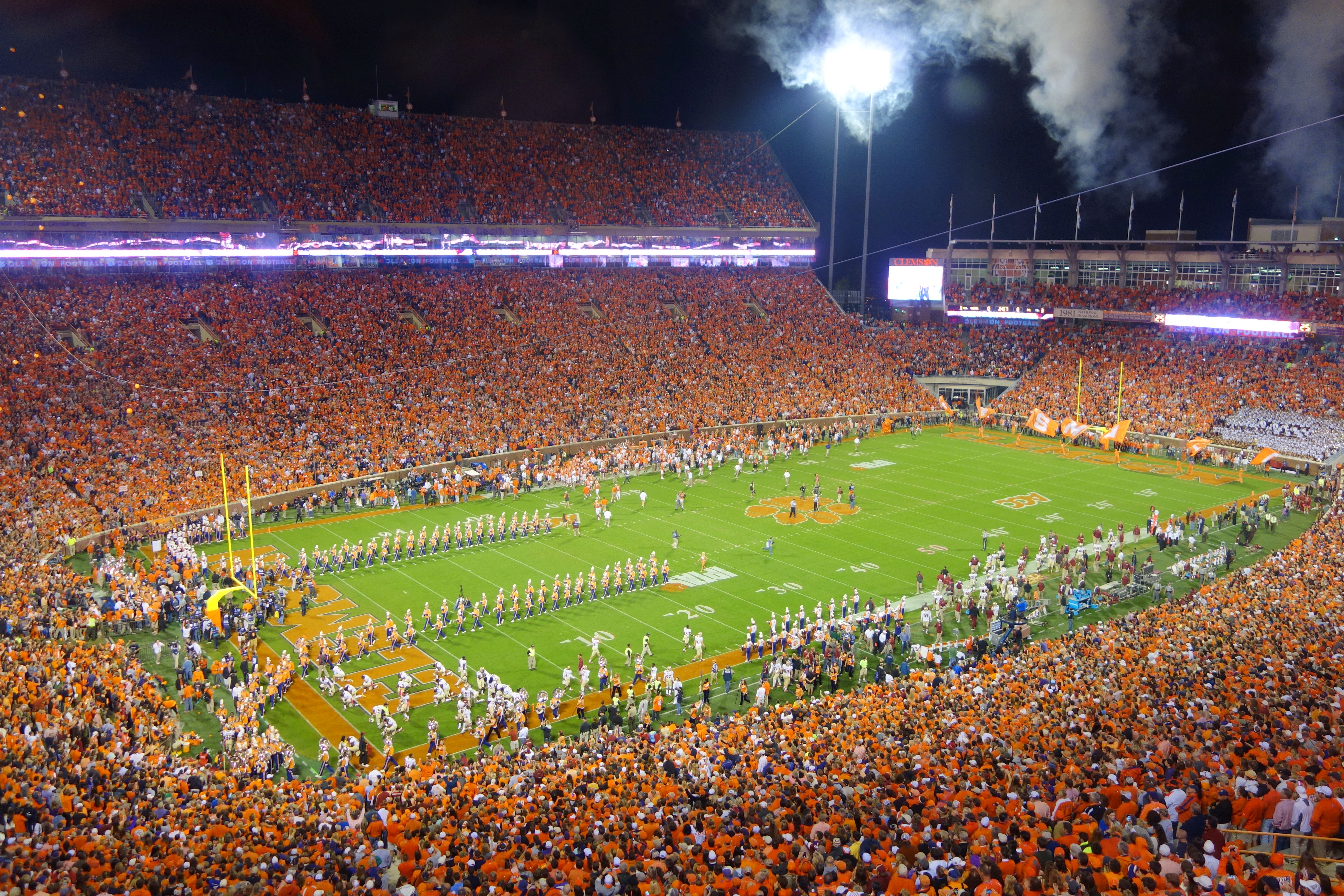
クレムソン記念スタジアム

クレムソン（クリムゾン、英: Clemson）は、アメリカ合衆国サウスカロライナ州北西部のピケンズ郡にある都市。人口は1万7681人（2020年）。市域の一部はアンダーソン郡に入っている。クレムソン大学のキャンパスがある学園都市。
クレムソンはグリーンビル・スパータンバーグ・アンダーソン広域都市圏に属している。ピケンズ郡はグリーンビル・モールディン・イーズリー都市圏に含まれている。

## 歴史
クレムソン市の性格は、1889年からの歴史がある大型公立大学のクレムソン大学でほとんど決まってしまっている。この大学は市の文化的中心である。位置的には中心街から南に小さな2ブロックを隔てているに過ぎない。町は当初カルフーンと名付けられていたが、1943年に改名された。
大学が学生に住居を提供しているが、多くの学生はキャンパスの外の様々な種類のアパートに住んでいる。中心街は別として、歩道はほとんど無いが、幾らかの通りには自転車道がある。市の北端にあるアメリカ国道123号線沿いには、典型的な郊外型ショッピングセンターが開発されている。市の包括的計画では、1950年代と1960年代の建物が歴史的な性格を帯びて来るに連れて重要さを増してくると考えられるものを保存する考えである。1893年に建設されたクレムソン鉄道駅は2001年に修復され、現在は地元の商工会議所が入っている。
市内にあるハートウェル湖にはレクリエーション施設と歩道が追加され、新しいボードウォークも加えられた。
クレムゾン大学は1889年にフォートヒル・プランテーションに建設された。このプランテーションはジョン・カルフーンの住宅であり、それを継承した女性の影響力によってクレムゾン大学となった。全てはカルフーンの妻フローリデに始まっており、その母が最初にこの土地を購入していた。その母が1836年に死んだときに、フローリデがフォートヒルの所有者となった。フローリデとジョン・カルフーンの間にはアンナ・マリアと呼ぶ一人娘があった。アンナ・マリアは21歳のときにトマス・グリーン・クレムソンと結婚した。その結婚後の1850年にジョン・カルフーンが死に、フローリデ・カルフーンがフォートヒル・プランテーションの全所有権を得た。1866年にフローリデが死んだときに、アンナ・マリアが唯一の生存する子供だったので、彼女がフォートヒル・プランテーションの一部を継承した。アンナ・マリアはその遺志で資産の一部を夫のトマス・グリーン・クレムソンに贈った。アンナ・マリアは1875年に死に、トマスがプランテーションを継承した。この土地に農業系大学を建てるのがアンナ・マリアの遺志だったので、トマス・グリーンが1888年に死ぬときに、現在のクレムソン大学となるものを建てるために土地を遺した。

## 地理と気候

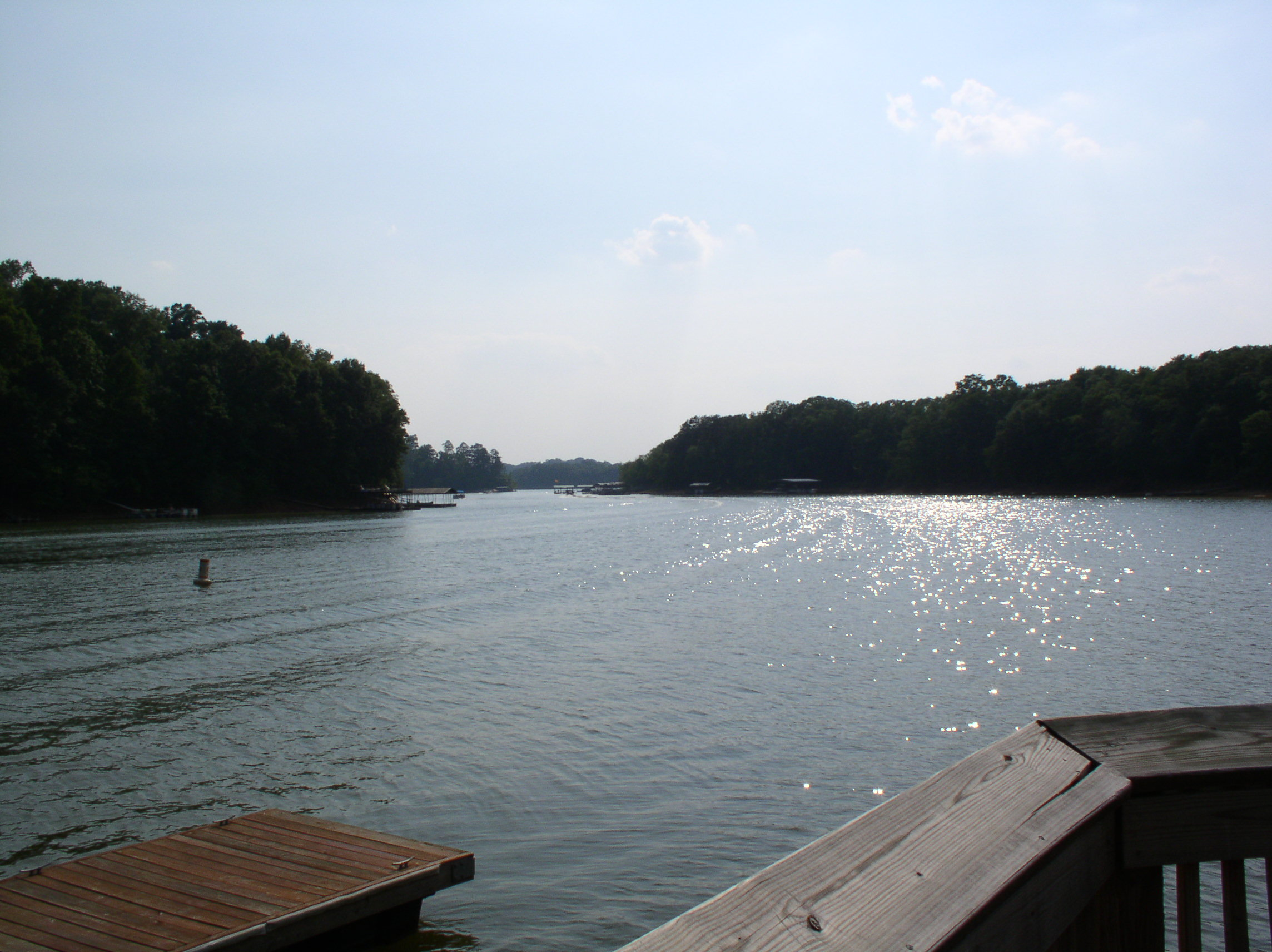
ハートウェル湖、クレムソン市内から望む

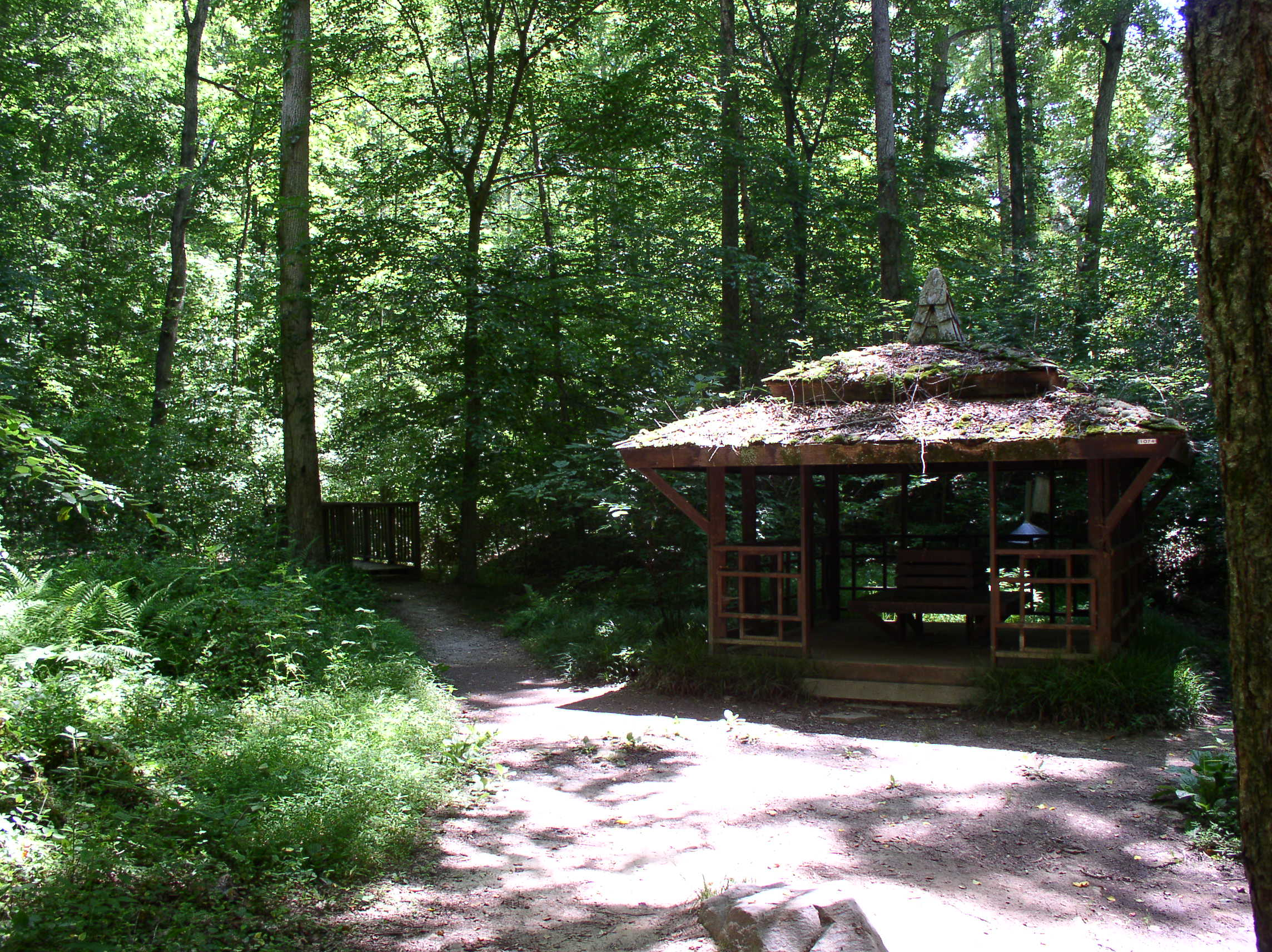
サウスカロライナ植物園の森

クレムソン市は北緯34度41分6秒 西経82度48分53秒 / 北緯34.68500度 西経82.81472度 (34.684930, −82.814777)に位置している。グリーンビル市の西約27マイル (43 km)、アンダーソン市の北15マイル (24 km) にある。サウスカロライナ州の中では北西の隅近くにあり、ブルーリッジ山脈のすそ野、ハートウェル湖岸に位置している。
アメリカ合衆国国勢調査局に拠れば、市域全面積は7.9平方マイル (20.5 km2)であり、このうち陸地7.5平方マイル (19.3 km2)、水域は0.46平方マイル (1.2 km2)で水域率は5.85%である。
クレムソン市は温暖湿潤気候にあり、暖かく湿気た夏と、冷涼で乾燥した冬が特徴である。降水量は季節による変化が小さいが、冬は降水が稀であるので乾燥している。クレムソン市を始め、サウスカロライナ州のアップステート（標高の高い北部）は年間1インチないし3インチ (2.5 - 7.6 cm) の降雪がある。
| クレムゾン大学の気候      | クレムゾン大学の気候 | クレムゾン大学の気候 | クレムゾン大学の気候 | クレムゾン大学の気候 | クレムゾン大学の気候 | クレムゾン大学の気候 | クレムゾン大学の気候 | クレムゾン大学の気候 | クレムゾン大学の気候 | クレムゾン大学の気候 | クレムゾン大学の気候 | クレムゾン大学の気候 | クレムゾン大学の気候 |
| 月                        | 1月                  | 2月                  | 3月                  | 4月                  | 5月                  | 6月                  | 7月                  | 8月                  | 9月                  | 10月                 | 11月                 | 12月                 | 年                   |
| ------------------------- | -------------------- | -------------------- | -------------------- | -------------------- | -------------------- | -------------------- | -------------------- | -------------------- | -------------------- | -------------------- | -------------------- | -------------------- | -------------------- |
| 平均最高気温 °F （°C）    | 52 (11)              | 56 (13)              | 63 (17)              | 72 (22)              | 80 (27)              | 87 (31)              | 90 (32)              | 90 (32)              | 83 (28)              | 73 (23)              | 64 (18)              | 54 (12)              | 72 (22.2)            |
| 平均最低気温 °F （°C）    | 30 (−1)              | 32 (0)               | 38 (3)               | 45 (7)               | 55 (13)              | 65 (18)              | 68 (20)              | 69 (21)              | 61 (16)              | 49 (9)               | 39 (4)               | 32 (0)               | 48.6 (9.2)           |
| 降水量 inch （mm）        | 4.74 (120.4)         | 4.81 (122.2)         | 4.83 (122.7)         | 3.56 (90.4)          | 3.62 (91.9)          | 3.67 (93.2)          | 4.15 (105.4)         | 4.94 (125.5)         | 3.72 (94.5)          | 3.69 (93.7)          | 3.89 (98.8)          | 4.78 (121.4)         | 50.4 (1,280.2)       |
| 出典：The Weather Channel |                      |                      |                      |                      |                      |                      |                      |                      |                      |                      |                      |                      |                      |

### アメリカ合衆国国家歴史登録財
クレムソン市内にある下記の場所や建物がアメリカ合衆国国家歴史登録財に登録されている。
- クレムソン大学歴史地区IおよびII
  - クレムソン大学羊小屋
  - フォートヒル（ジョン・カルフーンの邸宅と図書室）
  - ハノーバー邸
- ホープウェル・プランテーション - アンドリュー・ピケンズ将軍の家
- J・C・ストリブリング納屋
- 古い石造り教会と墓地

## 人口動態

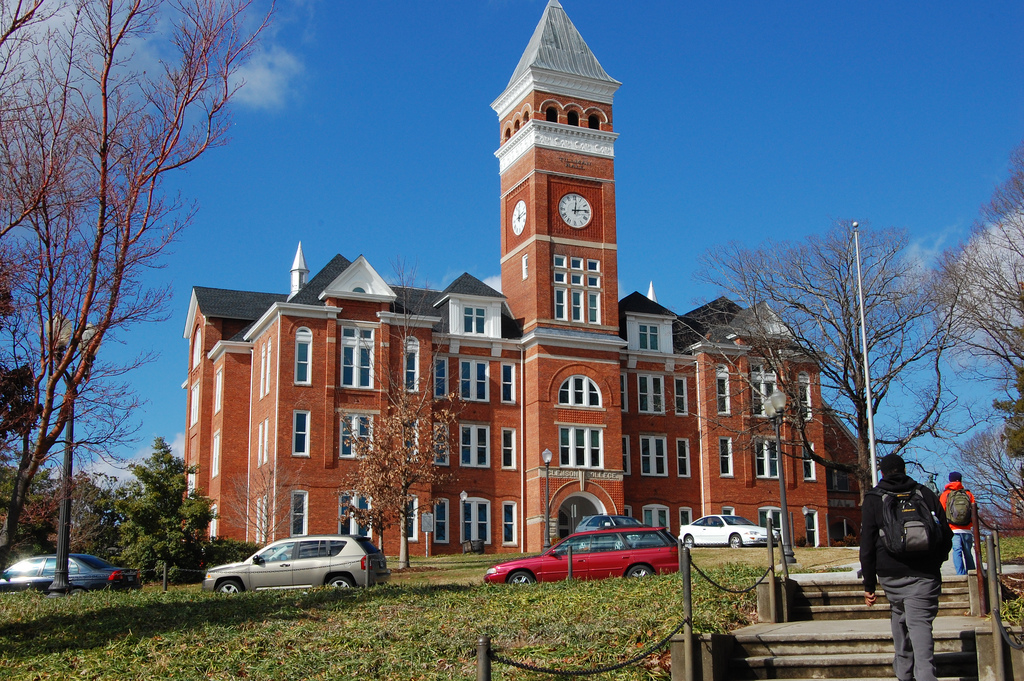
クレムゾン大学のティルマン・ホール（2008年）

クレムソン市の人口には年間8か月間居住するクレムゾン大学の学生17,000人を加えていない。

### 2000年国勢調査
以下は2000年の国勢調査による人口統計データである。
| 基礎データ - 人口: 11,939 人 - 世帯数: 5,061 世帯 - 家族数: 2,196 家族 - 人口密度: 625.5人/km2（1,620.6 人/mi2） - 住居数: 5,679 軒 - 住居密度: 297.5軒/km2（770.8 軒/mi2） 人種別人口構成 - 白人: 80.98% - アフリカン・アメリカン: 11.38% - ネイティブ・アメリカン: 0.11% - アジア人: 5.73% - 太平洋諸島系: 0.03% - その他の人種: 0.73% - 混血: 1.05% - ヒスパニック・ラテン系: 1.82% | 年齢別人口構成 - 18歳未満: 14.5% - 18-24歳: 36.8% - 25-44歳: 20.4% - 45-64歳: 15.5% - 65歳以上: 12.7% - 年齢の中央値: 25歳 - 性比（女性100人あたり男性の人口） - 総人口: 106.4 - 18歳以上: 107.5 世帯と家族（対世帯数） - 18歳未満の子供がいる: 17.8% - 結婚・同居している夫婦: 35.2% - 未婚・離婚・死別女性が世帯主: 5.9% - 非家族世帯: 56.6% - 単身世帯: 28.6% - 65歳以上の老人1人暮らし: 7.7% - 平均構成人数 - 世帯: 2.30人 - 家族: 2.84人 | 収入と家計 - 収入の中央値 - 世帯: 26,892米ドル - 家族: 61,176米ドル - 性別 - 男性: 39,318米ドル - 女性: 28,663米ドル - 人口1人あたり収入: 19,272米ドル - 貧困線以下 - 対人口: 33.1% - 対家族数: 8.8% - 18歳未満: 13.1% - 65歳以上: 8.4% |

### 2010年国勢調査
以下は2000年の国勢調査による人口統計データである。
| 基礎データ - 人口: 13,905 人 - 世帯数: 5,823 世帯 - 家族数: 2,474 家族 - 人口密度: 721.6人/km2（1,869 人/mi2） - 住居数: 6.925 軒 - 住居密度: 356.5軒/km2（923.3 軒/mi2） 人種別人口構成 - 白人: 78.4% - アフリカン・アメリカン: 8.9% - ネイティブ・アメリカン: 0.3% - アジア人: 8.3% - ヒスパニック・ラテン系: 2.2% | 年齢別人口構成 - 5歳未満: 4.1% - 5-9歳: 3.3% - 10-14歳: 4.4% - 15-19歳: 4.3% - 20-24歳: 32.6% - 25-34歳: 14% - 35-44歳: 8.8% - 45-54歳: 8.8% - 55歳以上: 19.7% 世帯と家族（対世帯数） - 18歳未満の子供がいる: 16% - 結婚・同居している夫婦: 37% - 未婚・離婚・死別女性が世帯主: 3.2% - 非家族世帯: 57.5% - 単身世帯: 31.3% - 平均構成人数 - 世帯: 2.33人 | 収入と家計 - 収入の中央値 - 世帯: 29,828米ドル - 家族: 77,704米ドル - 性別 - 男性: 42,597米ドル - 女性: 32,524米ドル - 人口1人あたり収入: 23,906米ドル - 貧困線以下 - 対人口: 17.6% - 対家族数: 13.2% |

## 公衆安全
クレムソン市は公衆安全のためにクレムソン警察署、クレムソン大学消防署、ピケンズ郡緊急医療隊を運営している。全て1日24時間、1週7日対応できる要員を備えている。クレムソン大学消防署はペリミーター道路1521に駐屯所がある。警察署はタイガー大通り1198にある。ピケンズ郡緊急医療隊メディック4はコモンズウェイ115にある。

## 交通

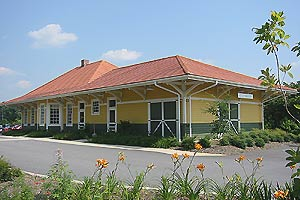
クレムソン鉄道駅

クレムソン地域交通はクレムソン、アンダーソン、ペンドルトン、セネカ各市町がある地域で無料のサービスを提供する交通機関である。全てのバスが障害のある利用者にも対応しており、特殊な需要にも応えられる。アンダーソン市の電気都市交通への乗り換えもできる。アンダーソンのシャトルで無料乗車を続けるためにクレムソン地域交通から証明書を出してもらう。
グリーンビル交通局バスターミナルに行くグリーンリンク・シャトルバスも利用できる。
クレムソン市内のカルフーン記念ハイウェイとカレッジ・アベニューの角に、アムトラックの鉄道駅がある。ニューオーリンズからニューヨークまでの列車クレセント号がこの駅に毎日停車する。
クレムソンからは大きな空港3か所に近い。最も近いのが車で45分、グリーンビルにあるグリーンビル・スパータンバーグ国際空港である。ハーツフィールド・ジャクソン・アトランタ国際空港は、車で2時間半のジョージア州アトランタ市にあり、シャーロット・ダグラス国際空港も車で2時間半のノースカロライナ州シャーロット市にある。クレムソン地域からこれら空港に行き来するために幾つかの便がある。エアポート・シャトル、アンダーソン/クレムソン・シャトルサービス、イェローキャブ、アンドリューズ空港サービスなどである。

## 教育
クレムソン市はピケンズ郡教育学区に入っている。市内の児童生徒は、クレムソン小学校、RCエドワーズ中学校、D・W・ダニエル高校に通っている。
クレムソン小学校は当初カルフーン・クレムソン学校と呼ばれ、カレッジ・アベニューにあった。1964年、その校舎が焼け落ち、カフェテリアのみが残った。学校はフロンテージ道路沿いに再建され、マギー・モリソン小学校と名付けられた。古い建物はモリソン別館と改名され、低学年の児童に対応するために使われた。この学校の校舎では対応できなくなったときに、バークリー・ドライブ沿いに新しい校舎の建設が始まった。これが現在のクレムソン小学校である。
RCエドワーズ中学校は1971年に建設され開校となった。現在は6年生から8年生を教えている。キャンパスはセントラル・シックスマイルの街の間にあり、生徒数は約800人である。
D・W・ダニエル高校は2010年に建設され、2012年から2013年の教育年度に最初の生徒を受け入れた。クレムゾン大学の教授デイビッド・ウィスター・ダニエルにちなんで名付けられており、ダニエルは公共教育体系に投資し、サウスカロライナ州教育委員会に長年勤めた。ダニエル高校は、近年、USニューズ・マガジンから州内最善の普通公立学校の1つに挙げられた。ダニエル高校のフットボールチームは、2013年から2014年のシーズンで14勝1敗の成績を残した。
クレムソン大学は1889年に設立され、公立、共学、ランドグラント研究型大学である。サウスカロライナ州内で最も高い水準の教育を提供していることから、全米と70以上の国から20,000人以上の学生を集めている。

## 市政府
クレムソン市は市政委員会方式の政府を採用し、ピケンズ郡評議会のメンバーになっている。アメリカ合衆国下院議員ではサウスカロライナ州第3選挙区に属し、2015年時点で共和党員を送り出している。クレムソン市政委員会の下に、芸術文化小委員会、企画委員会、建築審査評議会、地区割り提訴評議会がある。
クレムソン市は、大学とその近隣町の間で共通する問題に情報を提供する国際タウン・ガウン協会に直接協力している。クレムソンの代表2人は協会の財務官と支配人を務めている。

## 呼び物

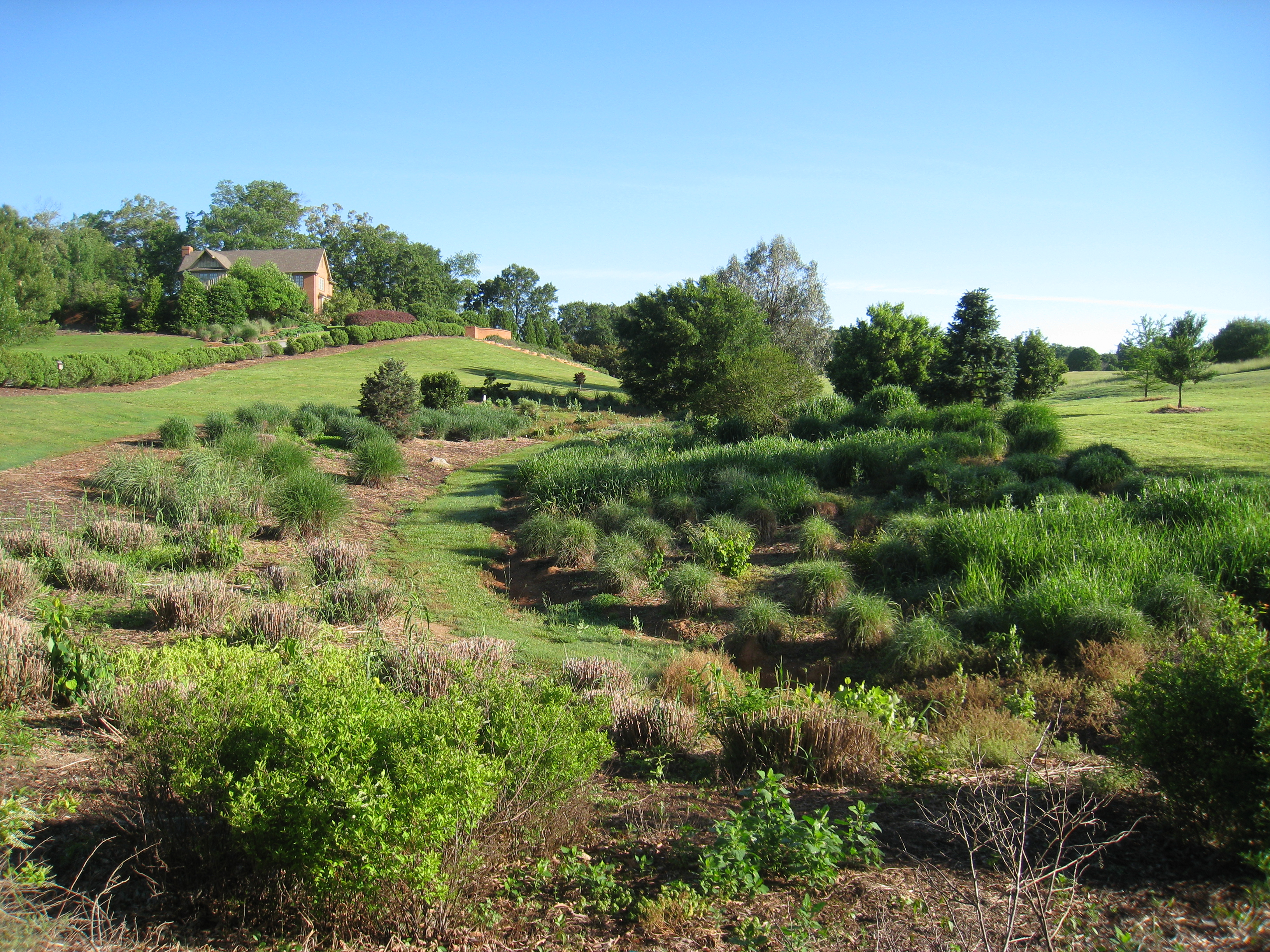
サウスカロライナ植物園

市内には大学以外にもサウスカロライナ植物園、フォートヒル・プランテーション、ボブ・キャンベル地質博物館がある。貯水池であるハートウェル湖は市の西にある人気あるレクリエーション施設である。ブルーリッジ山脈は市の中心から30マイル (48 km) にある。